# Rhinetula rufiventris
Rhinetula rufiventris är en biart som beskrevs av Heinrich Friese 1922. Rhinetula rufiventris ingår i släktet Rhinetula och familjen vägbin. Inga underarter finns listade i Catalogue of Life.